# 秋山正重
秋山 正重（あきやま まさしげ）は、江戸時代前期の旗本。1632年に最初に任命された4人の大目付のうちの1人。通称は十右衛門。官位は従五位下・修理亮。

## 生涯
秋山家は甲斐武田氏旧臣の家系で、正重の叔母（秋山虎康の娘）の於都摩（下山殿）は、家康の側室となって武田信吉を生んだ。この関係で、正重の父の秋山昌秀は下総国内で1000石を与えられている。秋山家の知行地支配の拠点となる陣屋は小金（千葉県松戸市小金付近）に置かれたと考えられる。
正重は徳川秀忠に仕えて、書院番を務め、大坂の陣に従軍する。元和4年（1618年）には、目付に任じられた。このとき加増を受けて、下総長柄郡内1000石を知行した。
元和9年（1623年）に父の遺領1000石を相続し、計2000石となる。同年、岩槻藩主青山忠俊が大多喜藩に移されるのを受けて、岩槻に城地受け取りのため出張。寛永4年（1627年）12月に従五位下・修理亮に叙任。
寛永9年（1632年）、熊本藩主加藤忠広が改易されたのを受け、同年6月16日に将軍の命を受けて熊本に赴いた。この年10月3日、上総国武射郡・市原郡において2000石を加増され、4000石となる。
寛永9年（1632年）12月17日、水野守信・柳生宗矩・井上政重と共に惣目付に任じられた。これが大目付の起源である。寛永11年（1634年）の家光の上洛の際には、先行して行列通行の準備（路地の沙汰）にあたった。寛永13年（1636年）に家光が日光社参を行った際には、今市に出張して旅館の補修について検分した。
寛永17年（1640年）10月3日に没する。55歳。墓所は下総国葛飾郡小金村（現在の松戸市）の本土寺。

## 系譜
特記事項のない限り、『寛政重修諸家譜』による。子の続柄の後に記した ( ) 内の数字は、『寛政譜』の記載順。
- 父：秋山昌秀
- 母：不詳
- 正室：盛徳院 - 寿院、柴田勝全（柴田勝成）と斎藤利三の次女との間の娘[要出典][注釈 4]
  - 男子(1)：秋山正房（正俊） - 十右衛門。家督を継ぐ。のちに大目付を務める。
- 生母不明の子女
  - 男子(2)：秋山正家 - 大学・源左衛門。別家を立て旗本となる
  - 男子(3)：秋山方頼 - 十郎左衛門。別家を立て旗本となる
  - 男子(4)：秋山正勝 - 十兵衛。別家を立て旗本となるが、同僚との刃傷事件で死亡、家は改易。
  - 女子(6)：長谷川守勝の妻
  - 女子(7)：稲葉兵部（堀田上野介家臣）の妻
- 養子女
  - 養女(5)：斎藤右馬允の娘。典医の土岐長元に嫁ぐ。